# Rajon Polessk
Der Rajon Polessk ist eine Verwaltungseinheit in der russischen Oblast Kaliningrad. Er befindet sich im Zentrum der Oblast und wird nördlich vom Kurischen Haff begrenzt.
Seit 2017 besteht der Rajon nur noch administrativ-territorial und wird mit Administrativer Rajon Polessk (russisch Полесский административный район) bezeichnet. Die kommunale Selbstverwaltung wird als Munizipalkreis organisiert, dessen Verwaltungssitz die Stadt Polessk (Labiau) ist.
Der ländlich geprägte Rajon wird von der Dejma (Deime), einem Nebenarm des Pregels durchflossen. Bei Polessk zweigt der Polesski Kanal (Großer Friedrichsgraben) ab, der eine schiffbare Verbindung des Pregels mit der Memel herstellt und das Große Moosbruch durchfließt. Haupterwerbszweige der Bevölkerung sind die meist genossenschaftlich organisierte Fischerei und Landwirtschaft.

## Kommunale Selbstverwaltung
Auf dem Territorium des Rajons Polessk besteht die kommunale Selbstverwaltungseinheit Munizipalkreis Polessk (ru. Полесский муниципальный округ, Polesski munizipalny okrug) mit der Stadt Polessk und den weiteren auf dem Territorium des Rajons befindlichen 66 Siedlungen.

## Verkehr
Durch den Rajonsitz Polessk führt eine Straßennebenverbindung von Kaliningrad nach Sowetsk. Der Abschnitt von Kaliningrad nach Polessk ist die Regionalstraße 27A-026 (ex A190), die auch durch den Gemeindesitz Turgenewo führt. Vier Kilometer vor Polessk zweigt die Regionalstraße 27A-036 (ex R512) in die Rajonstadt Gwardeisk ab. Der Abschnitt von Polessk nach Bolschakowo im Rajon Slawsk, die Regionalstraße 27A-034, führt durch die Gemeindesitze Sosnowka und Salessje. In Bolschakowo wird die Hauptstrecke nach Sowetsk erreicht.
Den Polesski Kanal entlang führt von Polessk die Kommunalstraße 27K-146 zum Gemeindesitz Golowkino, von wo sie, den Fluss Nemonien auf einer Pontonbrücke überquerend, den Ort Matrossowo erreicht. In Krasnoje am Polesski Kanal endet die Regionalstraße 27A-016 (ex R514), die in der Nähe von Sorino im Rajon Gwardeisk  von der West-Ost-Magistrale der Oblast Kaliningrad A229 abzweigt und die Regionalstraße 27A-034 in Saranskoje kreuzt. Eine Brücke über den Polesski Kanal und damit eine Verbindung zur Kommunalstraße 27K-146 ist nicht vorhanden.
Durch den Rajon führt die Bahnstrecke Kaliningrad–Sowetsk mit den Bahnstationen Slawjanskoje, Polessk, Scholochowo, Petino, Bogatowo und Salessje-Nowoje.

## Geschichte
Der Rajon wurde am 7. April 1946 als Labiauski rajon gegründet. Er war der Nachfolger des bis 1945 bestehenden Kreises Labiau, war gegenüber diesem aber um die Orte Lauknen (1938 bis 1945 "Hohenbruch"), Mehlauken (1938 bis 1945 "Liebenfelde") und Popelken (1938 bis 1945 "Markthausen") verkleinert. Zuständig für den Rajon war ab Ende Mai 1946 zunächst die „Verwaltung für zivile Angelegenheiten des Rajons Labiau“ (ru. Управление по гражданским делам Лабиауского района, Uprawlenie po graschdanski delam Labiauskowo rajona). Am 7. September 1946 wurde die Stadt Labiau in Polessk umbenannt und der Rajon in Polesski rajon. Bei der Einteilung in Dorfsowjets im Sommer 1947 wurde auch noch der Ort Nautzken in den Rajon Gurjewsk ausgegliedert. 
Im Sommer 1947 wurde zur Verwaltung des Rajons das Exekutivkomitee des Polessker Rajonsowjets der Abgeordneten der Werktätigen ernannt (ru. Исполнительный комитет Полесского районного Совета депутатов трудящихся, Ispolnitelny komitet Polesskowo rajonowo Soweta deputatow trudjaschtschichsja; kurz: Полесский Райисполком, Polesski Rajispolkom). Von 1963 bis 1965 gehörten während einer kurzzeitigen allgemeinen Verwaltungsreform auch die ländlichen Gebiete des Rajon Gwardeisk zum Rajon Polessk. Im Jahr 1965 wurde der Ort Salessje (Mehlauken) "wieder" in den Rajon eingegliedert. Im Jahr 1977 wurde im Namen der Rajonverwaltung der Begriff „der Abgeordneten der Werktätigen“ durch „der Volksabgeordneten“ ersetzt (ru. народных депутатов, narodnych deputatow).
Nach dem Zerfall der Sowjetunion wurde im Jahr 1991 die Rajonverwaltung in Administration des Rajons Polessk (ru. Администрация Полесского района, Administrazija Polesskowo rajona) umbenannt.
Im Jahr 1997 wurde auf dem Territorium des Rajons Polessk die (gleichnamige) kommunale Selbstverwaltungseinheit Rajon Polessk eingerichtet. Im Jahr 2004 bekam diese Verwaltungseinheit den Status eines Stadtkreises (ru. Полесский городской округ, Polesski gorodskoi okrug). Der Stadtkreis Polessk wurde von der Gerichtsbarkeit jedoch verworfen. Daraufhin bekam diese Verwaltungseinheit im Jahr 2008 den Status eines "munizipalen" Rajons und wurde mit Munizipaler Rajon Polessk bezeichnet; darin wurde die kommunale Selbstverwaltung auf die lokale Ebene ausgeweitet und die bestehenden sechs Dorfbezirke in vier Landgemeinden umgewandelt. Im Jahr 2017 wurde die kommunale Selbstverwaltung (wieder) als Stadtkreis organisiert.  Im Jahr 2022 wurde der Stadtkreis in einen Munizipalkreis umgewandelt.

### Dorfsowjets/Dorfbezirke 1947–2008
| Name           | Verwaltungssitz                    | deutscher Name          | Bemerkungen                                                                                       |
| -------------- | ---------------------------------- | ----------------------- | ------------------------------------------------------------------------------------------------- |
| Golowinski     | Golowkino                          | Nemonien (Elchwerder)   |                                                                                                   |
| Iljitschowski  | Iljitschowo                        | Kelladen (Waldwinkel)   | bis 1954, dann offenbar auf Golowinski, Saranski und Sosnowski aufgeteilt                         |
| Mordowski      | Mordowskoje                        | Groß Legitten           | bis 1950, dann Tjuleninski, der Ort Mordowskoje wurde vor 1988 an den Ort Turgenewo angeschlossen |
| Nowoderewenski | Nowaja Derewnja                    | Alt Gertlauken          | bis 1961, dann vermutlich zu Saranski                                                             |
| Salessowski    | Salessje                           | Mehlauken (Liebenfelde) | seit 1965, vorher im Rajon Slawsk                                                                 |
| Saranski       | Saranskoje                         | Laukischken             |                                                                                                   |
| Slawjanski     | Slawjanskoje                       | Pronitten               |                                                                                                   |
| Sosnowski      | Sosnowka                           | Groß Baum               |                                                                                                   |
| Tjuleninski    | Tjulenino seit vor 1988: Turgenewo | Viehof Vorwerk Legitten | seit 1950, vorher Mordowski, war von 1965 bis 1969 aufgelöst                                      |

Von 1963 bis 1965 gehörten auch die Dorfsowjets Bolschepoljanski, Borski, Kuibyschewski, Oserki, Saretschenski, Slawinski und Sorinski aus dem Rajon Gwardeisk zum Rajon Polessk.

### Gemeinden 2008–2016

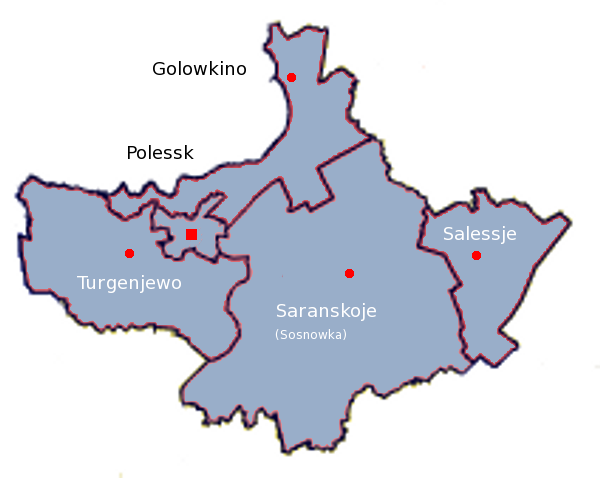
Verwaltungseinteilung des Rajons Polessk 2008–2016

| Name                 | Verwaltungssitz | deutscher Name                 | Anzahl der Orte | Einwohner (2010) | Fläche [km²] |
| -------------------- | --------------- | ------------------------------ | --------------- | ---------------- | ------------ |
| Städtische Gemeinde: |                 |                                |                 |                  |              |
| Polesskoje           | Polessk         | Labiau                         | 3               | 7.865            | 24           |
| Landgemeinden:       |                 |                                |                 |                  |              |
| Golowkinskoje        | Golowkino       | Nemonien 1938–45: Elchwerder   | 7               | 1.304            | 122          |
| Salessowskoje        | Salessje        | Mehlauken 1938–45: Liebenfelde | 17              | 2.117            | 104          |
| Saranskoje           | Sosnowka        | Groß Baum                      | 17              | 4.025            | 402          |
| Turgenewskoje        | Turgenewo       | (Groß) Legitten                | 23              | 3.894            | 182          |

### Einwohnerentwicklung
| Jahr | Einwohner | Bemerkungen                                                                                  |
| ---- | --------- | -------------------------------------------------------------------------------------------- |
| 1959 | 16.465    | Bezogen auf den Gebietsbestand von 1960. Umgerechnet auf den Gebietsbestand ab 1965: 19,8 T. |
| 1970 | 17.810    |                                                                                              |
| 1979 | 17.324    |                                                                                              |
| 1989 | 16.911    |                                                                                              |
| 2002 | 19.018    |                                                                                              |
| 2010 | 19.205    |                                                                                              |
| 2021 | 17.134    |                                                                                              |

### Funktionsträger

#### Parteisekretäre der WKP(B)/KPdSU 1947–1991
- 1947–1948: M. N. Spiritschew (М. Н. Спиричев)
- 1948–1949: F. I. Popow (Ф. И. Попов)
- 1949–1954: K. Ja. Schuwalow (К. Я. Шувалов)
- 1954–1963: Nikolai Sidorowitsch Kowalenko (Николай Сидорович Коваленко)
- 1963–1973: Dmitri Maximowitsch Sanin (Дмитрий Максимович Санин)
- 1973–1978: P. G. Borissewitsch (П. Г. Борисевич)
- 1978–1985: W. K. Tschebotarew (В. К. Чеботарев)
- 1985–1988: W. A. Lepnuchow (В. А. Лепнухов)
- 1988–1991: Anatoli Kirillowitsch Leiba (Анатолий Кириллович Лейба)

#### Vorsitzende
- 1946–1947: Wassili Michejewitsch Worobjew (Василий Михеевич Воробьев)
- 1947–1949: K. Ja. Schuwalow (К. Я. Шувалов)
- 1950–1951: I. W. Tereschtschenko (И. В. Терещенко)
- 1951–1961: Pawel Andrejewitsch Feoktistow (Павел Андреевич Феоктистов)
- 1961–1962: A. P. Lissow (А. П. Лисов)
- 1962: Gennadi Nikolalewitsch Sawadis (Геннадий Николаевич Завадис)
- 1963–1965: K. S. Zepelew (К. С. Цепелев)
- 1965–1972: Nikolai Iwanowitsch Gorjunow (Николай Иванович Горюнов)
- 1973–1978: W. K. Tschebotarew (В. К. Чеботарев)
- 1978–1987: B. P. Samaschkin (Б. П. Замашкин)
- 1987–1988: Anatoli Kirillowitsch Leiba (Анатолий Кириллович Лейба)
- 1988–1990: E. I. Schuklewitsch (Э. И. Жуклевич)
- 1990–1991: A. W. Matwejew (А. В. Матвеев)
- 1991–1995: S. S. Taraschkewitsch (С. С. Тарашкевич)
- 1996: Ju. S. Smirnow (Ю. С. Смирнов)
- 1996–2004: Anatoli Kirillowitsch Leiba (Анатолий Кириллович Лейба)
- 2004–2007: Nikolai Stepanowitsch Schajewko (Николай Степанович Шаевко)
- 2007–2016: Igor Konstantinowitsch Bolsun (Игорь Константинович Болсун)
- 2016–2020: Alexei Jurjewitsch Musseitschuk (Алексей Юрьевич Мусейчук)
- seit 2020: Juri Nikolajewitsch Krasnopjorow (Юрий Николаевич Краснопёров)

#### Verwaltungschefs
sofern nicht gleichzeitig Vorsitzende
- 2015–2017: Nikolai Wiktorowitsch Muchin (Николай Викторович Мухин)
- 2017–2023: Alexandr Wladimirowitsch Trojan (Александр Владимирович Троян)
- seit 2023: Konstantin Iwanowitsch Perow (Константин Иванович Перов) (i. V.)